# Alianza de Nuestra Moldavia
La  Alianza de Nuestra Moldavia  (Alianţa Moldova Noastră en rumano) fue un partido político liberal de Moldavia.
En las elecciones de 2005 se presentó en coalición con el Partido Democrático de Moldavia y el Partido Social-Liberal. Esta coalición obtuvo el 28,5% de los votos (un descenso de 4,5 puntos), pero un aumento de 15 escaños, 4 de estos fueron dados a la Alianza de Nuestra Moldavia.
Después de las elecciones, el bloque se separó en tres grupos parlamentarios diferentes, formando este partido un grupo independiente de 24 diputados.
La Alianza adoptó como ideología el Socioliberalismo. Su símbolo muestra un amanecer con la frase "Moldova Noastră" en su lado inferior. Nació como partido el 2003 después de la unión de:
- Alianza Social-Democrática de Moldavia, también llamada Alianza Braghis; sucesor del movimiento Alianza Cívica para Reformas y del Partido de la Social Democracia "Furnica". Fue un partido socialdemócrata formado en 1997. Era liderado por Dumitru Braghis y absorbió al Movimiento Plai Natal el año 2002.

- El Partido Liberal fue un partido liberal creado de la fusión del Partido del Renacimiento y la Reconciliación de Moldavia (1995), Partido Nacional Campesino Cristiano-Demócrata (1993) y la Unión Social Liberal "Fuerza de Moldavia". Entre sus líderes se encontraba su fundador Mircea Snegur. Su último presidente fue Veaceslav Untila

- La Alianza Independiente de Moldavia fue un partido fundado el año 2001 por Serafim Urechean, alcalde de Chisináu.

- El Partido Popular Democrático de Moldavia fue un partido fundado el año 1997.